# Journée internationale pour le droit des animaux
La Journée internationale pour le droit des animaux est le 10 décembre.
La Journée internationale des droits des animaux est célébrée chaque année par les associations de défense des animaux. Ainsi chaque 10 décembre, qui est aussi la Journée internationale des droits de l'homme, de nombreuses manifestations ont lieu partout dans le monde. Pour les défenseurs des droits des animaux, cette date est symbolique et vise à promouvoir l’égalité des droits de tous les êtres vivants, humains ou non. L’objectif, avec ces événements publics, est également de créer un débat public sur le traitement des animaux,. 